# لوهبروگه
لوهبروگه (به آلمانی: Hamburg-Lohbrügge) یک منطقهٔ مسکونی در آلمان است که در برگدورف واقع شده‌است. لوهبروگه ۳۸٬۳۴۳ نفر جمعیت دارد.